# صورتی مکزیکی
صورتی مکزیکی
#E4007C
صورتی مکزیکی (اسپانیایی: rosa mexicano‎) تن رنگ صورتی ارغوانی از رنگ سرخ‌گلی است که زنده و اشباع‌شده بوده و به رنگ‌های سرخابی ارغوانی یا سرخابی شبیه است. صورتی مکزیکی با رنگ برگک گیاه زینتی بالارونده ویره به نام بوگنویلو گل کاغذی مقایسه شده‌است. از این رنگ در لباس‌های سنتی مانند ساراپه و در هنرهای صنایع دستی و هنرهای زیبای فرهنگ سنتی مکزیک استفاده می‌شود.
امروزه استفاده از تن رنگ زنده و روشن صورتی تند به‌طور گسترده در فرهنگ مکزیک دیده می‌شود، هرچند که واژه‌نامه آکادمی سلطنتی اسپانیا هنوز نامی را برای آن ثبت نکرده‌است. در مکزیک، این رنگ را عنصری از هویت ملی و نمادی از کاریزمای مکزیکی می‌دانند.